# Asmołowo (obwód kurski)
Asmołowo (ros. Асмолово) – wieś (ros. село, trb. sieło) w zachodniej Rosji, w sielsowiecie bierieznikowskim rejonu rylskiego w obwodzie kurskim.

## Geografia
Miejscowość położona jest nad rzeką Sejm, 4 km od centrum administracyjnego sielsowietu bierieznikowskiego (Bieriezniki), 12 km od centrum administracyjnego rejonu (Rylsk), 96,5 km od Kurska.
W granicach miejscowości znajdują się 63 posesji.

## Demografia
W 2010 r. miejscowość zamieszkiwało 57 osób.